# Geranomyia tonnoiri
Geranomyia tonnoiri är en tvåvingeart som beskrevs av Alexander 1928. Geranomyia tonnoiri ingår i släktet Geranomyia och familjen småharkrankar. Inga underarter finns listade i Catalogue of Life.